# Agents 355
Agents 355 (títol original en anglès: The 355) és una pel·lícula estatunidenca d'espionatge de 2022, dirigida per Simon Kinberg, a partir d'un guió de Theresa Rebeck i Kinberg, i una història de Rebeck. La pel·lícula és protagonitzada per Jessica Chastain, Penélope Cruz, Fan Bingbing, Diane Kruger i Lupita Nyong'o com un grup d'espies internacionals que han de treballar junts per evitar que una organització terrorista iniciï la Tercera Guerra Mundial. El títol sorgeix de l'agent 355, el nom en clau d'una dona espia dels Patriotes durant la Revolució de les Tretze Colònies. La pel·lícula s'ha doblat al català i es troba disponible a la plataforma Prime Video.
Chastain va proposar la idea de la pel·lícula mentre treballava amb Kinberg a X-Men: Dark Phoenix. El projecte es va anunciar oficialment el maig de 2018 i Universal Pictures va adquirir els drets de distribució al 71è Festival Internacional de Cinema de Canes. El rodatge va tenir lloc a París, Marroc i Londres des de juliol fins a setembre de 2019. La pel·lícula es va estrenar en cinemes als Estats Units el 7 de gener de 2022. Va rebre ressenyes generalment negatives dels crítics, els qui la van criticar com a genèrica i sense inspiració, encara que l'elenc va rebre alguns elogis.

## Argument
Una agent de la CIA s'uneix a altres agents internacionals per recuperar una arma supersecreta. El títol deriva de l'agent 355, una espia dels patriotes durant la Revolució de les Tretze Colònies.

## Repartiment
| Intèrpret             | Personatge                                                                           | Veu en català         |
| --------------------- | ------------------------------------------------------------------------------------ | --------------------- |
| Jessica Chastain      | Mason «Mace» Brown, una agent de la CIA                                              | Esther Solans         |
| Penélope Cruz         | Graciela Rivera, una agent de la DNI I experta psicòloga colombiana                  | Isabel Valls          |
| Diane Kruger          | Marie Schmidt, una agent alemanya rival que treballa per a la BND                    | Elisa Beuter          |
| Lupita Nyong'o        | Khadijah Adiyeme, agent retirada del MI6 i especialista en informàtica d'avantguarda | Berta Cortés          |
| Fan Bingbing          | Lin Mi Sheng, una dona misteriosa que segueix tots els moviments de l'equip          | Maria del Mar Tamarit |
| Sebastian Stan        | Nick Fowler, un agent de la CIA i col·lega de Mace                                   | David Jenner          |
| Jason Flemyng         | Elijah Clarke, un poderós criminal                                                   | Josep Maria Mas       |
| Édgar Ramírez         | Luis Rojas, un agent colombià de la DNI                                              | Toni Mora             |
| Leo Staar             | Grady, una agent de la CIA                                                           | Xavier Fernández      |
| John Douglas Thompson | Larry Marks, cap de Nick i Mace a la CIA                                             | Alfonso Vallés        |
| Sylvester Groth       | Jonas Muller, cap de Marie a la BND                                                  | Francesc Belda        |
| Pablo Scola           | Santiago                                                                             | Juan Antonio Bernal   |
| Raphael Acloque       | Abdel                                                                                | David Brau            |
| Emilio Insolera       | Giovanni Lupo, un hacker professional                                                | Ramon Hernández       |
| Jason Wong            | Stevens                                                                              | desconegut            |
| Hiten Patel           | Ahmed-Imam                                                                           | desconegut            |
| Oleg Kricunova        | Pyotr Khasanov                                                                       | Josep Ribas           |
| Waleed Elgadi         | Yassine                                                                              | Albert Mieza          |
| Marcello Cruz         | Jerónimo                                                                             | Pau López             |
| Polly Middlehurst     | Reportera                                                                            | Marta Ullod           |
| Tom Cox               | Líder                                                                                | Pep Papell            |
| David Yu              | Lin Jien                                                                             | Jordi Pineda          |
| Dina Al Salih         | Convidada                                                                            | Roser Aldabó          |
| Kevin Ta              | Guarda de seguretat                                                                  | Toni Astigarraga      |

## Producció

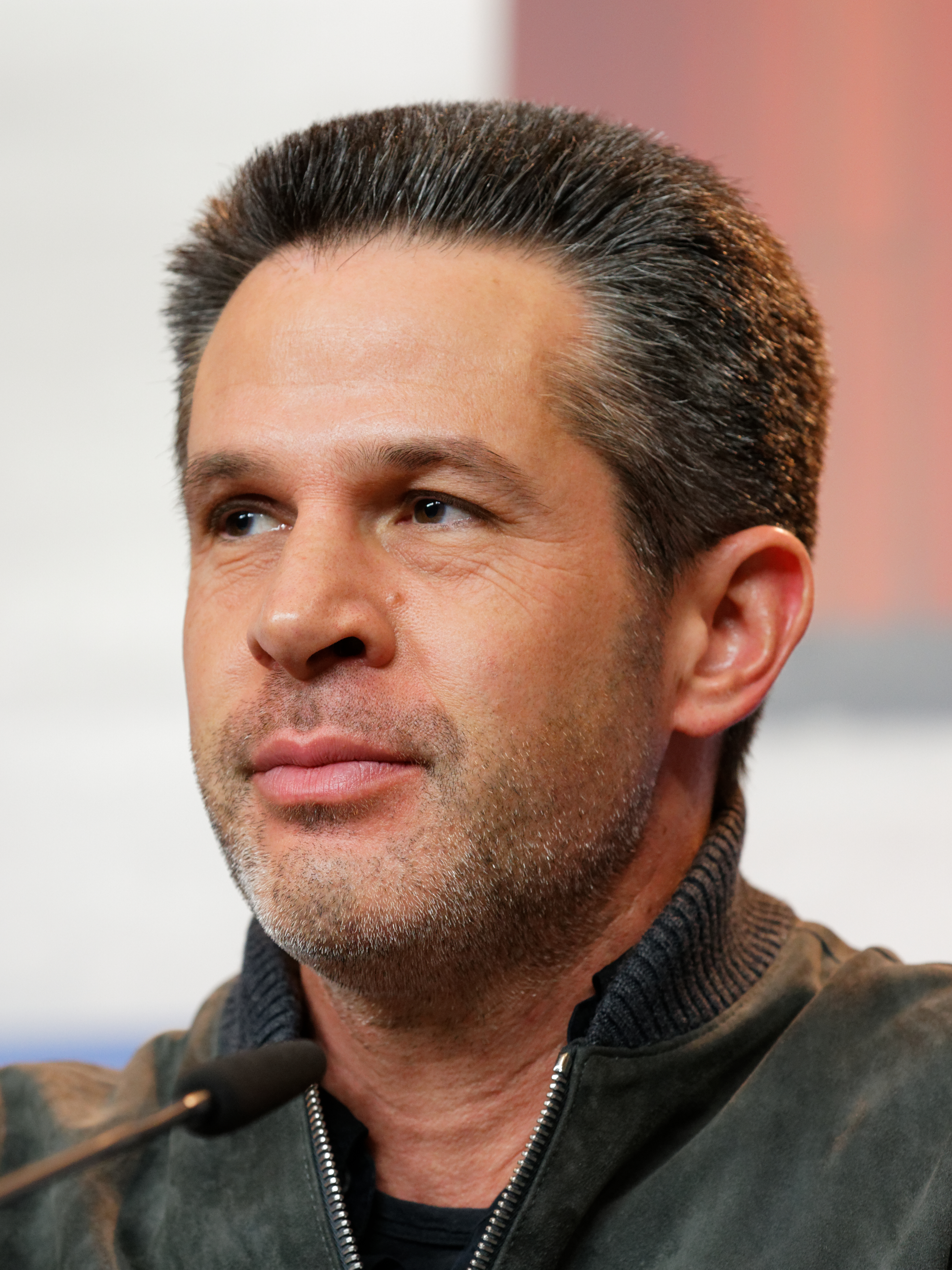
El coguionista i director Simon Kinberg.

Jessica Chastain va proposar la idea d'una pel·lícula d'espies dirigida per dones amb el mateix esperit que les sèries Missió impossible i James Bond al seu director de Dark Phoenix, Simon Kinberg, mentre estava en la producció d'aquesta pel·lícula. El concepte va ser construït i al maig de 2018, es va anunciar que Kinberg dirigiria la pel·lícula amb la producció de Chastain, a més de protagonitzar al costat de Marion Cotillard, Penélope Cruz, Fan Bingbing i Lupita Nyong'o. El projecte es va presentar als compradors durant el Festival Internacional de Cinema de Cannes de 2018, amb Global Road Entertainment (en)i Amazon Studios fent una oferta pels drets de distribució, i Universal Pictures finalment guanyant els drets per a la distribució a Amèrica del Nord amb una oferta de més de $ 20 milions.
Al febrer de 2019, Chastain va presentar una sol·licitud de suggeriments pel que fa al càsting d'actors masculins. El maig del 2019, es va anunciar que Sebastian Stan i Édgar Ramírez s'havien unit a l'elenc de la pel·lícula, mentre que Cotillard ho va abandonar. Diane Kruger va ser agregada al juny.
El rodatge va començar al juliol de 2019, entre París, Marroc i Londres. Al setembre de 2019, Emilio Insolera es va unir a l'elenc de la pel·lícula. Fotografia addicional va ser rodada a Londres el juliol de 2020 amb protocols per la pandèmia de COVID-19.

## Estrena
La pel·lícula va ser estrenada per Universal Pictures el 7 de gener de 2022. Originalment estava programada per ser estrenada el 15 de gener de 2021, però es va retardar fins al 14 de gener de 2022 a causa de la pandèmia de COVID-19, abans d'avançar-se una setmana al 7 de gener. La pel·lícula es va estrenar a través de vídeo a comanda el 27 de gener de 2022. Es transmetrà a Peacock 45 dies després de la seva estrena a cinemes.

## Recepció
La pel·lícula va rebre ressenyes mixtes a negatives de part de la crítica i de l'audiència. Al lloc web especialitzat Rotten Tomatoes, la pel·lícula posseeix una aprovació de 25%, basada en 207 ressenyes, amb una qualificació de 4.5/10 i amb un consens crític que diu: "Té un elenc estel·lar i és conceptualment progressista, però The 355 ho malbarata tot en una història oblidable, explicada sense complicacions." De part de l'audiència, té una aprovació de 71%, basada en més de 1000 vots, amb una qualificació de 3.7/5.
El lloc web Metacritic va donar a la pel·lícula una puntuació de 40 de 100, basada en 40 ressenyes, indicant «ressenyes mixtes o mitjana». Les audiències enquestades per CinemaScore li van atorgar a la pel·lícula una «B+» en una escala d'A+ a F, mentre que al lloc IMDb els usuaris li van assignar una qualificació de 5.0/10, sobre la base de 11.816 vots. A la pàgina web FilmAffinity la cinta té una qualificació de 3.9/10, basada en 410 vots.